# Meseautó (film, 2000)
A Meseautó, egy magyar vígjáték Kabay Barna rendezésében és Petényi Katalin társrendezésében, amely az 1934-es Meseautó című filmet dolgozza fel. A film főszerepeit a két Jászai Mari-díjas színész, Stohl András és Ónodi Eszter játszotta, mellettük feltűnik Bajor Imre, a Kossuth- és Jászai Mari-díjas Kern András és Molnár Piroska. A filmet az 1934-es változat bemutatásának 66. évfordulóján mutatták be.

## Cselekmény[2]
|  | Alább a cselekmény részletei következnek! |

Szűcs János, egy harmincöt éves, gazdag és sikeres férfi -, aki az Euro Center elnöke – évek óta egy hosszabb szabadságra készül, ennek örömére gyönyörű autót vásárol autókereskedő nagybátyjától, Péterfi Tamástól. Szűcs fellöki autójával a görkorcsolyával száguldozó fiatal lányt, Kovács Verát, akibe egy szempillantás alatt beleszeret, viszont a lány dühösen reagál a figyelmetlen autósra, aki hiába aggódott érte. Így késik Vera 10 percet a munkahelyéről, ami már a második alkalom, melyet a titkárnő Anna és a küldöncök vezetője, Halmos Aladár vesz észre, majd szól az éppen akkor érkező "Vezérnek", aki utasítja kettejüket, hogy rúgják ki a későt. Mindeközben Szűcs úr nem tudja, hogy azt a lányt rúgta ki, akibe nem olyan rég szerelmes lett. Továbbá tájékoztatja Annát, hogy Dániába megy vakációra és senki nem mehet az irodájába, amíg távol van.
Halmos átadja az elbocsájtó levelet Verának, aki azonnal hazasiet, és ekkor látja meg őt Szűcs úr, aki követni kezdi Halmos újonnan vett robogójával, ámde nem éri utol a számára ismeretlent, viszont lefizet egy kisfiút, aki elárulja, kicsoda is a Vezér szerelme. Ekkor nagybátyja segítségét hívja, aki a Center rádiósának adja ki magát unokaöccse kedvéért. Péterfi felhívja Vera apját, Kovács Antalt azzal, hogy ő az 500-dik telefonáló, aki játszhat egy BMW Cabrio-ért, amit egy hónapon keresztül birtokolhat, hozzájáruló sofőrrel, ha van egy lánya. Antal mindhárom kérdésre helyesen tudja a választ, amellyel megnyerte a játékot és vele együtt az autót a lányának. Másnap, a sofőr szerepében Szűcs úr tűnik fel, aki Tóth Jánosnak adja ki magát. Vera úgy hiszi, hogy János lefizette a rádiót csakis azért, hogy a közelébe jusson, viszont a Vezérnek sikerül meggyőznie a lányt.
Halmos látja a főnökét és Verát az autóban, majd el is újságolja Annácskának, aki féltékeny lesz Verára, amiért elrabolta tőle szerelmét. Eközben Szűcs megtudja, hogy kit is rúgott ki előző nap, majd azonnal besiet a cégéhez helyretenni a hibáját, így utasítja Halmost és Annát, hogy vegyék vissza a nemrég kirúgott lányt, plusz léptessék elő irodai munkába és növeljék meg a fizetését 20 ezer forinttal. Ezután hiszi el Anna azt, amit Halmos mondott neki. Anna felhívja a munkaügyet, ahol az éppen papírját kitöltő Vera van, akitől elkérik a papírt és felküldik a Vezérhez, ahol informálják Verát, miközben a munkatársak között elindult a pletyka, hogy Vera lefeküdt az elnökkel, amit Vera hamarosan meg is tud, és azonnal jelenteni akarja Szűcs úrnak, viszont őt csak a lakásán érheti el, tehát megkéri Tóthot, hogy vigye el oda. Útközben megállnak, ahol Szűcs felhívja nagybátyját, majd megkéri: játssza el a Vezér szerepét. Péterfi beleegyezik, így Szűcs már nyugodtan elviheti Verát, ahol Péterfinek megtetszik a lány, és meg is próbálja elhívni egy vacsorára, amire nemleges választ kap.
Ugyanazon az éjszakán adja Tóth tudtára, hogy vonzódik hozzá, amit Tóth hajnali 5-kor el is mond nagybátyjának. Fogadást kötnek: ha Péterfi szerzi meg a lányt, akkor visszakapja a Cabrio-t, viszont amennyiben Szűcsé lesz Vera, akkor az esküvőjükön nagybátyjának alsógatyában kell végig sétálnia az Erzsébet-hídon. Ekkor Szűcs -, hogy növelje előnyét – elviszi Verát Visegrádra, két teljes napra, ám Péterfi követi őket, majd egy lerobbanás alkalmával át tudja ültetni Verát a saját autójába és elvinni a hotelbe, miközben Tóth megjavítja a Cabrio-t. Eközben Annácska ráveszi Halmost, hogy menjen ő is Visegrádra és jelentsen neki mindenről, amit ott lát. Ezalatt Vera aggódó szülei eljönnek a pecázásról és Visegrádra utaznak, hogy megnézzék: lányuknak nem esett-e bántódása.
Amíg Tóth nem ér a hotelbe, addig Szűcs (Péterfi) meghívja saját apartmanjába Verát, ráadásul virágot is hozat neki, és vacsorára is meghívja. Péterfi elmond mindent Szűcsnek, aminek a végére ér be Halmos – komornyik szerepében – a Verának küldött virággal, aztán kimegy és amit hallott, megtudott, azt azonnal elmondta telefonban Annácskának, aki erre dühösen reagált. Eközben Szűcsnek nem tetszik nagybátyja tevékenykedése, főleg azért is, mert az ő pénzét költi, amire Péterfi csak annyit mond: "Játszunk, nem?"
Tóth is meghívja vacsorára Verát, aki már abban a pillanatban eldöntötte, hogy a sofőr meghívását fogadja el, kit tájékoztat is erről. Miközben Szűcs elmondja Péterfinek a hírt és kijelenti, hogy győzött, addig Halmos egy újabb telefonhívás után elhatározza: elmondja Verának az igazat a két férfiról, mire Vera bosszúból Szűcs szemébe mondja: nem kíván vele vacsorázni, inkább az elnök meghívását fogadja el. Ezt Szűcs úgy veszi, hogy Vera nem is szereti, viszont ezalatt Halmos kezébe kerül a Péterfinek írt levél.
A vacsora alatt Szűcs elhagyja a teraszt, majd ezután Vera dühében elárulja Péterfinek mindazt, amire fény derült, ezután hevesen távozik. Az autóba bepakolt Szűcstől elveszi a kocsikulcsot és azonnal elhajt a Cabrio-val, aztán a férfi beül egy másik autóba és a lány után ered, ezalatt Halmos a levéllel fut a Vezér után, ekkor viszont egy motorost állít meg, aki mögé felül és főnöke után megy. Szűcsöt megállítják a rendőrök, akiknek sietve mutatja az iratait. Ekkor érkezik meg Halmos a levéllel, amit át is ad a Vezérnek, amiből kiderül, hogy Vera szerelmes a sofőrbe. Szűcs örömében ellopja a rendőrmotort, majd az összes rendőr – körükben Halmossal – a nyomába ered.
Vera egy kanyart nem tudott bevenni, mire kisodródik a hegy szélére. Lassan kiszáll a kocsiból, nehogy lezuhanjon, de ekkor érkezik meg Szűcs, aki elől menekülésként lefele sietett a hegyoldalon, eközben a Vezér utána kiabálta: "Szeretlek! Vera legyél a feleségem!" De a lány nem fordult vissza, ezért Szűcs a lány után ugor, viszont a túl nagy lendület következtében elkezdett gurulni. Mikor megállt, óvatosan hozzáment Vera, aki megcsókolta Jánost.
A következő pillanatban az Erzsébet-hidat látjuk, amin a frissen házasodott Vera és János mennek végig autóval az alsógatyában sétáló Péterfi mögött.

## Szereposztás[2][5]
- Ónodi Eszter, mint Kovács Vera, az Euro Center küldönce.
- Stohl András, mint Szűcs "a Vezér" János/Tóth János, gazdag, sikeres férfi; az Euro Center elnöke.
- Kern András, mint Péterfi Tamás/Szűcs János, Szűcs nagybátyja.
- Bajor Imre, mint Halmos Aladár, az Euro Center titkársági mindenese, a küldöncök vezetője.
- Molnár Piroska, mint Kerekes Anna, Szűcs titkárnője.
- Pogány Judit, mint Kovácsné, Vera anyja.
- Bezerédi Zoltán, mint Kovács Antal, Vera apja.
- Kokics Péter, mint Józsi
- Gergely Róbert, mint Misi
- Parti Nóra, mint Zsuzsa
- Martin Márta, mint dolgozó a munkaügyön

## Forgatási helyszínek
| Funkció a filmben                                                                      | Budapesti helyszín                       |
| -------------------------------------------------------------------------------------- | ---------------------------------------- |
| Kovács-család lakása                                                                   | Szenes Hanna tér (VII.kerület)           |
| A szereplők többségének munkahelye                                                     | EuroCenter (Bécsi út / Vörösvári út)     |
| Randihelyszín, ahol János el akarja mondani Verának, hogy kicsoda, de nem sikerül neki | Café Miró (I.kerület, Vár, Úri utca 30.) |

## Nézettség
A nézettségi adatok szerint 304 944 jegyet adtak el rá. Egy kevésbé hiteles alternatív forrás szerint a nézőszám 308 787 volt.